# Piotr Marcau
Piotr Pauławicz Marcau (biał. Пётр Паўлавіч Марцаў, ros. Пётр Павлович Марцев, Piotr Pawłowicz Marcew; ur. 14 kwietnia 1962 w Mińsku) – białoruski dziennikarz, redaktor naczelny „Biełorusskoj Diełowoj Gaziety”.

## Życiorys
Urodził się 14 kwietnia 1962 roku w Mińsku, w Białoruskiej SRR, ZSRR. W 1984 roku ukończył studia na Wydziale Filologicznym Białoruskiego Uniwersytetu Państwowego im. W.I. Lenina. W latach 1986–1988 pracował jako korespondent, starszy redaktor w Białoruskiej Agencji Telegraficznej. Zmuszony był do zwolnienia się z pracy po tym, jak wziął udział w wiecach protestacyjnych na Cmentarzu Wschodnim (Moskiewskim) w Mińsku i w Kuropatach. W latach 1989–1990 był kierownikiem działu w czasopiśmie „Parus”. W latach 1991–1993 pracował jako korespondent własny rosyjskiego tygodnika „Kommierstant” na Białorusi. W 1992 roku zaczął zajmować się działalnością gospodarczą. Rozpoczął wydawanie gazety „Birży i Banki. Biełorusskaja Diełowaja Gazieta” (pol. Giełdy i Banki. Białoruska Gazeta Biznesowa), a w 1997 roku został jej redaktorem naczelnym (od 1999 roku gazeta nosiła tytuł „Biełorusskaja Diełowaja Gazieta”). W latach 1995–1999 wydawał też tygodnik „Imia” (pol. Imię). Marcau był założycielem i współzałożycielem szeregu struktur komercyjnych zajmujących się handlem, reklamą i finansami. Zdaniem autorów książki „Kto jest kim w Białorusi” Marcau jest jednym z cieszących się największym autorytetem przedstawicieli prasy niepaństwowej na Białorusi.

## Nagrody
Dyplom Uznania Białoruskiego Stowarzyszenia Dziennikarzy.

## Życie prywatne
Piotr Marcau jest żonaty, ma córkę.